# Utsira
Utsira är den största ön i Utsira kommun i landskapet Haugalandet i Rogaland fylke i sydvästra Norge. Ön är känd för sin stora mångfald av fåglar under flyttsäsongen.
Berggrunden består av magmatiska bergarter av kaledoniskt ursprung, särskilt gabbro. Här finns ett landskap med låga, vindblåsta kullar, upp till 71 meter över havet i väster (Arasetet) och 65 meter över havet i öster (Børgje). En markerad sänka går tvärs över ön i nord–sydlig riktning. Här består bergrunden av granit och granodiorit, även de av kaledoniskt ursprung.
Bebyggelsen på ön är koncentrerad till dalsänkan från byn Nordvågen i norr till byn Sørvågen i söder och längs den korta vägsträckan från Sørvågen österut till byn Austrheim (fylkesväg 4854). Bebyggelsen är tätast i den södra delen av dalsänkan. Kommunal förvaltning, skolor, företag och offentliga byggnader ligger längs vägen mellan Nordvågen och Sørvågen.
Ön har tidigare förekommit som en observationsplats i Land- och sjöväderrapporten på Sveriges Radio P1.

## Etymologi
Förledet i namnet Utsira, Ut-, syftar på att ön ligger långt ut i havet. Ändelsen Sira är inte säkert förklarad; den kan ha samma rot som sjå, se, med tanke på att ön är synlig långt ut i havet, men den kan också förknippas med sær, sjö/hav, i vilket fall den ursprungligen användes för den öppna havssträckan mellan öarna Utsira och Karmøy. Sira tolkas också som en härledning av verbet siga och syftar i så fall på flödesförhållanden.

## Bilder

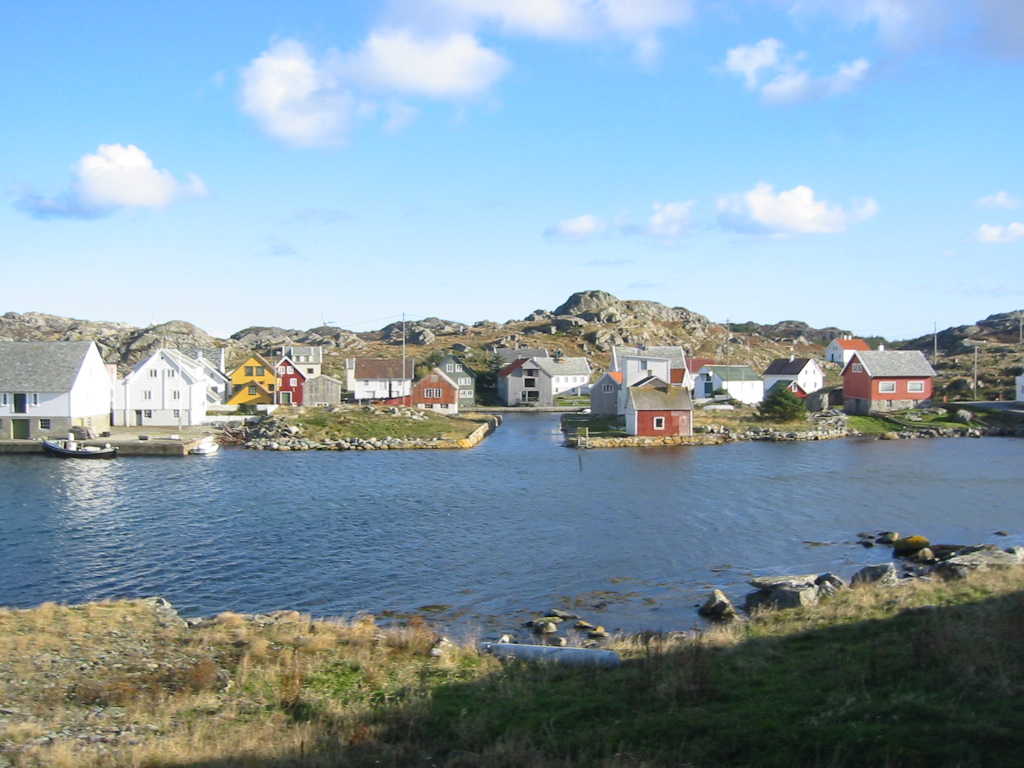
Hamnen på Utsira.
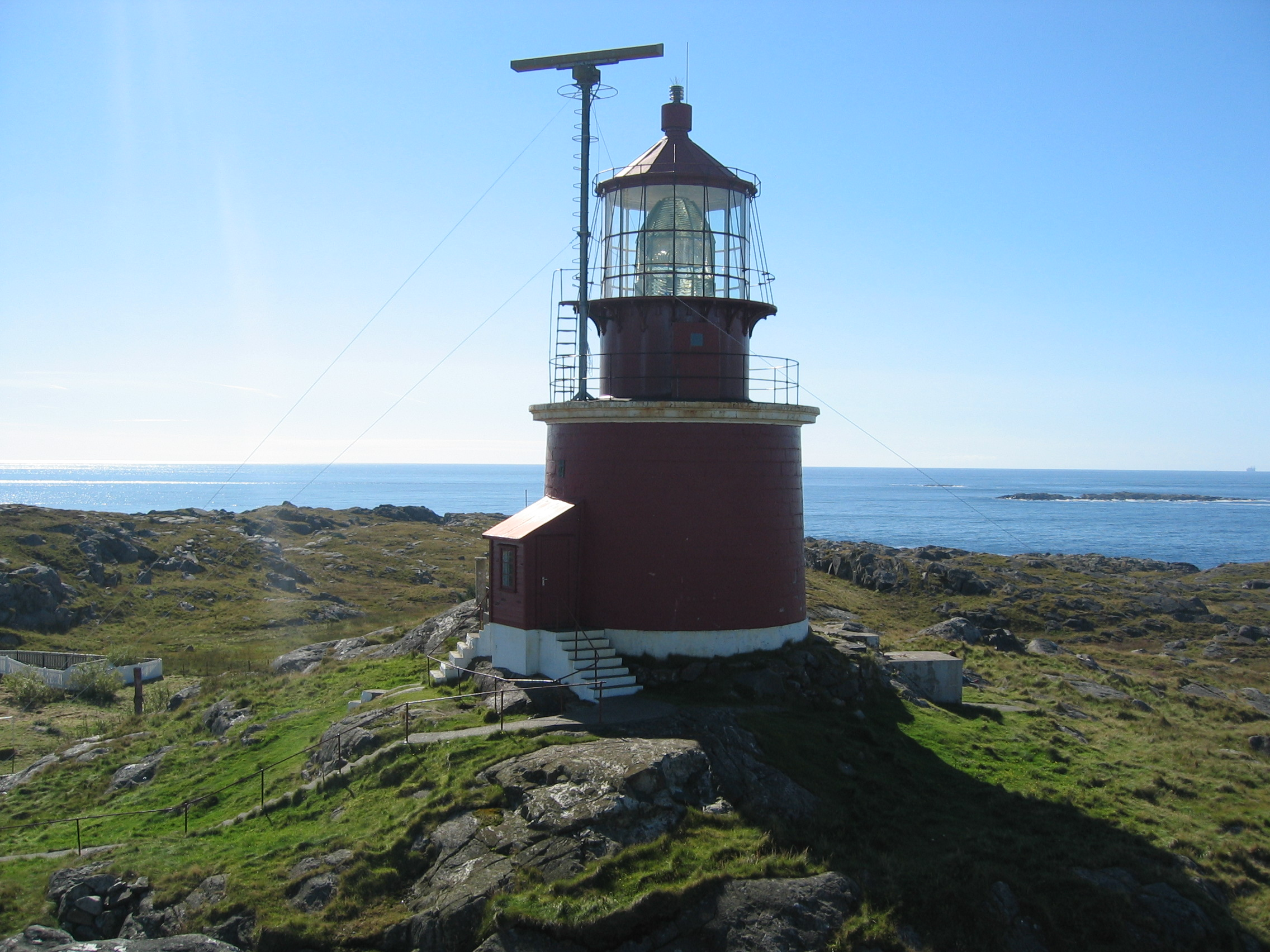
Utsira fyr.
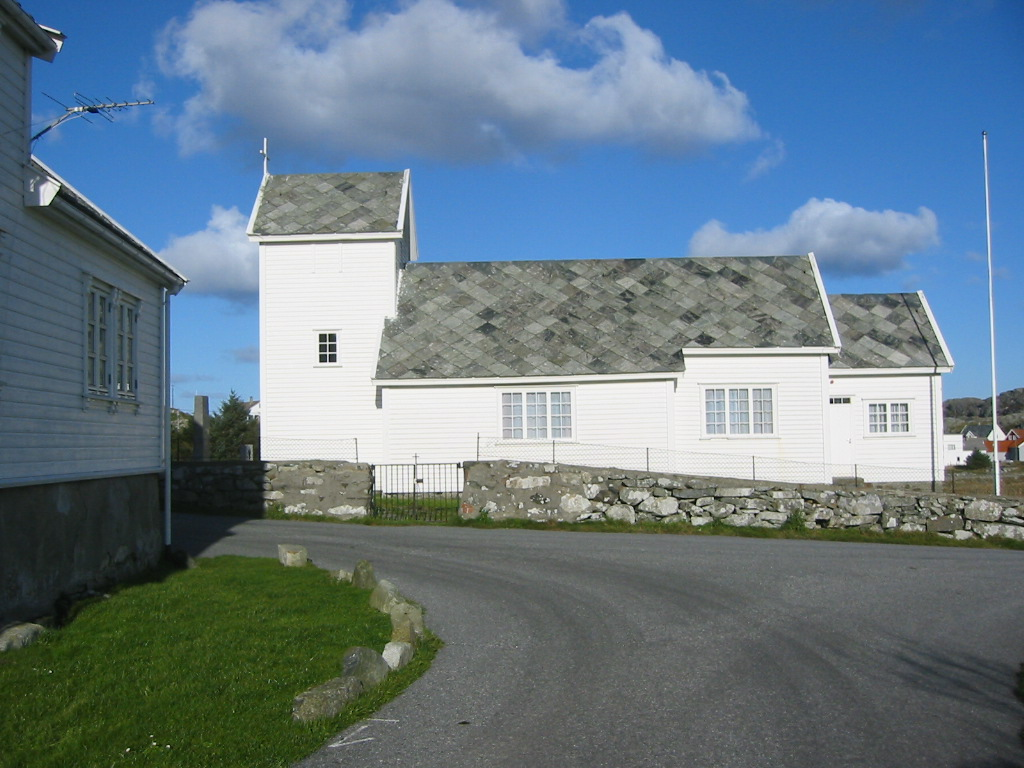
Utsira kyrka.